# Kashshu-nadin-ahi
Kashshu-nadin-ahi  (Kaššu-nādin-ahi, geschreven als mKash-shú-u-nadin-ahi) was 1008-1005 v.Chr. koning van Babylonië. Ene mSAP-pa-a-a was zijn vader en hij werd in het paleis van [...] begraven.
Verder is er alleen bekend dat hij in het tablet van de Zonnegod van Nabu-apla-iddina genoemd wordt.
Aan zijn naam te oordelen zou de tweede dynastie van het Zeeland weleens de laatste Kassitische vorsten geweest kunnen zijn die een poging deden weer op de troon van Babylonië terug te keren. Die poging was niet erg succesvol en met deze koning komt zowel de tweede dynastie van het Zeeland als een erg onzekere en duistere tijd ten einde. Hij werd opgevolgd door de eerste koning van de Bazi-dynastie Eulmaš-šakin-šumi